# Repetophragma subulatum
Repetophragma subulatum är en svampart som först beskrevs av Cooke & Ellis, och fick sitt nu gällande namn av Chirayathumadom Venkatachalier Subramanian 1992. Repetophragma subulatum ingår i släktet Repetophragma, klassen Dothideomycetes, divisionen sporsäcksvampar och riket svampar.   Inga underarter finns listade i Catalogue of Life.